# 韋斯特巴赫河 (哈瑟爾河支流)
48°12′20″N 10°30′13″E / 48.20556°N 10.50361°E

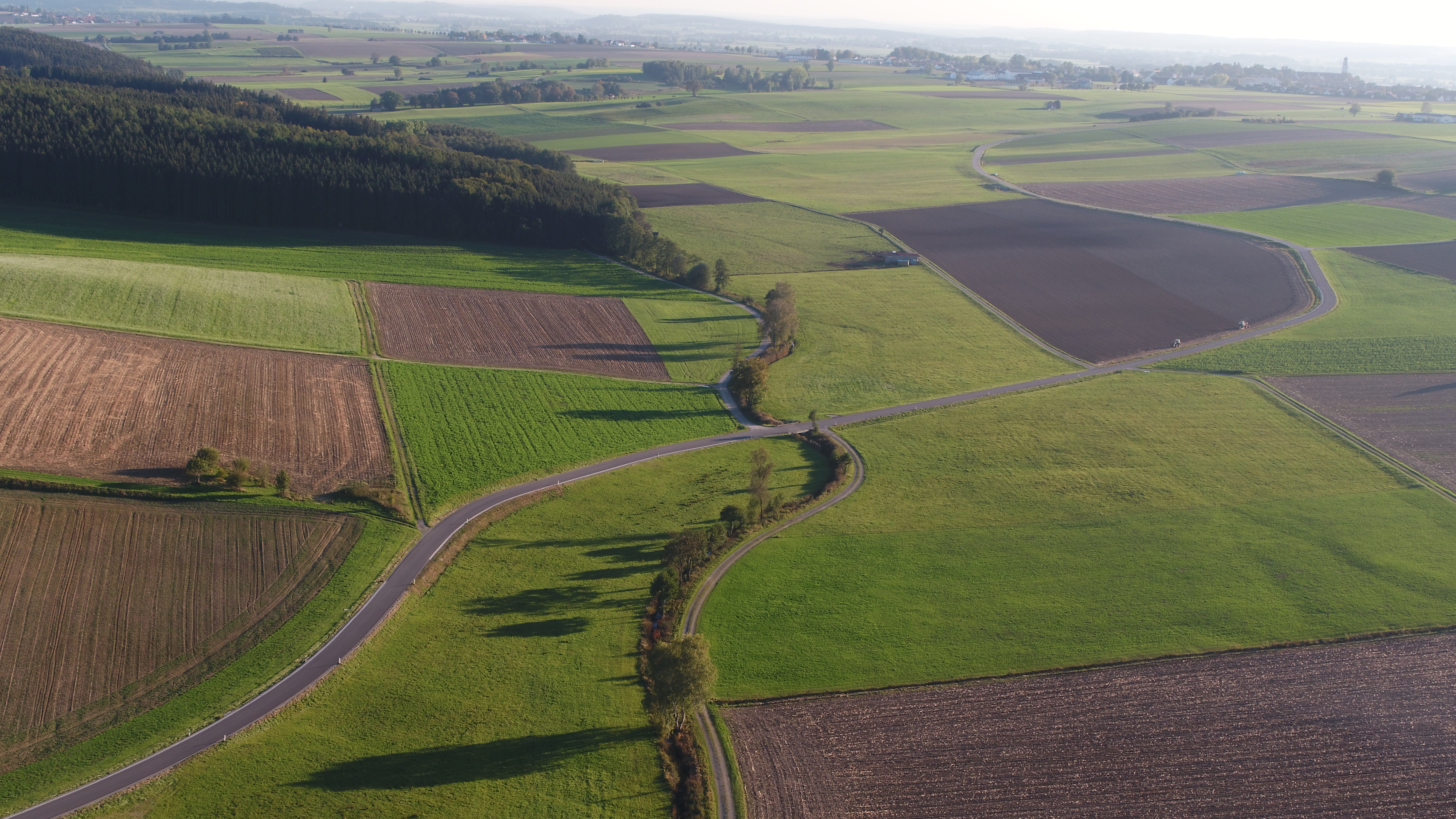

韋斯特巴赫河是德國的河流，位於該國東南部，由巴伐利亞負責管轄，屬於哈瑟爾河的左支流，河道全長12.3公里，發源自圖森豪森以北，河口處在埃皮斯豪森。